# Scaevola calendulacea
Scaevola calendulacea är en tvåhjärtbladig växtart som först beskrevs av Henry Charles Andrews, och fick sitt nu gällande namn av George Claridge Druce. Scaevola calendulacea ingår i släktet Scaevola och familjen Goodeniaceae. Inga underarter finns listade i Catalogue of Life.